# O... Saya
"O... Saya" é uma canção escrita e interpretada por A. R. Rahman e M.I.A. para o filme Slumdog Millionaire (2008). Como reconhecimento, foi indicada ao Oscar 2009 na categoria de Melhor Canção Original.